# Askold (2024)
La Askold (en ruso: Аско́льд), es una corbeta lanzamisiles del Proyecto 22800, también conocida como clase Karakurt, siendo el noveno buque de su clase, segundo del astillero Zaliv y quinto en ser completado.
Su nombre original era Musson, la palabra rusa para monzón, pero después de su botadura, su nombre fue cambiado al actual Askold en honor a la isla homónima que se encuentra en el Golfo de Pedro el Grande del Krai de Primorie en el Distrito federal de Extremo Oriente. Igualmente, varios buques en construcción del proyecto 22800 fueron renombrados de nombre meteorológicos a nombres toponímicos.

## Diseño
Los barcos de la clase tienen una superestructura de contorno sigiloso con un mástil integrado que lleva cuatro paneles de antenas en fase. El armamento principal consiste en misiles de crucero Kalibr o misiles anticrucero supersónicos P-800 Ónix transportados en ocho cámaras VLS UKSK en la parte trasera de la superestructura, detrás del puente.
El arma principal es un cañón automático de doble propósito AK-176MA de 76,2 mm, una versión modernizada del AK-176 soviético; a diferencia del buque líder de la clase, Mytishchi que se le instaló el A-190 de 100 mm.
Askol es la segunda corbeta del astillero Zaliv, e incluye armas antiaéreas, en concreto el sistema de misiles antiaéreos Pantsir-M, instalado con munición de misiles Hermes-K. Una mejora sustancial con los dos primeros buques de la clase, Mytishchi y Sovetsk, que no llevaban armas antiaéreas especializadas, en lugar de las cuales se utilizaron dos sistemas CIWS de los modelos AK-630M.
El buque utiliza un desplazamiento proporcionado por tres motores diésel M-507D-1 y tres generadores diésel DGAS-315 de fabricación rusa.

## Historial
El 21 de septiembre de 2021 se botó el barco y estuvo en pruebas hasta noviembre de 2023, estando desde febrero de 2022, momento en el que empezó la invasión rusa de Ucrania, en el frente naval del Mar Negro debido al cierre del Bósforo por parte de Turquía.
El 15 de septiembre de 2023, estando todavía sin asignar oficialmente a la Flota del Mar Negro, el Ministerio de Defensa ruso anunció la destrucción de un dron ucraniano de superficie marina por parte de un barco, siendo éste la corbeta Askold.
El 4 de noviembre de 2023, las Fuerzas Armadas de Ucrania lanzaron un ataque con misiles contra el astillero Zaliv. En el momento del ataque, la Askold se encontraba en el muro del muelle para unas últimas modificaciones. Según varias fuentes, fue alcanzado por al menos un misil anticrucero SCALP de fabricación francesa.
El 6 de noviembre apareció nueva información sobre los daños sufridos por el barco; se hicieron públicas fotografías tomadas por particulares poco después de la explosión del misil. A juzgar por fotografías e imágenes de satélite, el barco permaneció a flote, pero sufrió daños críticos: la superestructura con el radar y la parte central del barco, donde se encuentran los lanzadores de misiles de crucero, resultaron dañadas.